# Wolastoqiyik
Les Wolastoqiyik, également appelés Malécites, sont un peuple autochtone d'Amérique du Nord.
Le peuple wolastoqey habite les vallées de la Wolastoq, aussi connue comme le fleuve Saint-Jean, et de ses affluents, à cheval sur la frontière séparant le Nouveau-Brunswick et le Québec au Canada, et le Maine aux États-Unis. Leurs coutumes et leur langue de la famille algonquienne, le wolastoqey latuwewakon, sont proches de celles de leurs voisins Micmacs, Passamaquoddys et Pentagouets.
Aujourd'hui[Quand ?], près de 5 000 Wolastoqiyik vivent au Nouveau-Brunswick, au sein des communautés de Madawaska (première nation), Tobique, Woodstock, Kingsclear, St. Mary's et Oromocto 26. En août 2019, ils sont 1 230 au sein de la Première Nation Wolastoqiyik Wahsipekuk (au Québec) et, selon les données du site officiel des Wolastoqiyik vivant sur le territoire américain, 1 700 à Houlton dans le Maine,.

## Étymologie
Le mot « Wolastoqiyik » signifie le « peuple de la belle rivière ». Cette « belle rivière » désigne la Wolastoq ou fleuve Saint-Jean . L'exonyme « Malécite », historiquement utilisé en français, provient d'un mot micmac signifiant probablement « locuteurs paresseux ». Certains Micmacs les appellent quant à eux les « Autochtones des rats musqués » ou « mangeurs de rats musqués ».
Les Wolastoqiyik sont parfois appelés les Etchemins. Ce nom, utilisé pour la première fois à Tadoussac, est d'origine inconnue mais ne provient probablement pas de la langue wolastoqey latuwewakon. En 1692, Antoine de Lamothe-Cadillac fait probablement allusion à ce peuple en parlant des « Marisiz ». Le terme « Amalécites » est utilisé pour la première fois par Chauvignerie en 1736 et utilisé jusqu'au XXe siècle pour désigner les membres de ce peuple vivant au Québec. Au Nouveau-Brunswick, les formes « Milicite » et « Melicite » sont préférées en anglais au cours du XIXe siècle, avant que le terme Malecite soit préféré par les ethnologues au début du XXe siècle.
En 1758, une appellation qui devient alors de plus en plus fréquente et observée tant en français qu'en anglais sous les terminologies « Marichites » en français et « Maricheets » en anglais.

## Histoire

### Préhistoire
Les origines des Passamaquoddys et des Wolastoqiyik sont floues, mais ils semblent originaires du même peuple, qui se serait séparé en deux au milieu du XVIIIe siècle ou plus tôt. Depuis cette époque, les Wolastoqiyik sont en effet résidents de la vallée du fleuve Saint-Jean, au Nouveau-Brunswick et au Québec, tandis que les Passamaquoddys résident dans la vallée de la rivière Sainte-Croix et au bord de la baie de Passamaquoddy.

### Période traditionnelle (1603-1785)
Il est probable que des pêcheurs basques, français, portugais, espagnols et anglais rencontrent des Wolastoqiyik dès le XVIe siècle ou même plus tôt. La première rencontre est documentée par Samuel de Champlain, à Tadoussac en 1603. Au XVIIe siècle, les Wolastoqiyik ont surtout des contacts avec les Européens, et ces contacts sont généralement amicaux. Il y a toutefois au plus 1 000 « Etchemins » en 1612, et leur nombre diminue dramatiquement au cours des XVIIe et XVIIIe siècles, à cause des maladies apportées par les Européens, la dépendance envers les provisions françaises, l'alcoolisme et probablement des empoisonnements planifiés. Lors des guerres entre les Français et les Britanniques, les Wolastoqiyik s'allièrent aux Français dont ils furent un élément défensif majeur[réf. nécessaire].
De Mons note que le village de Ouiguoudi, aujourd'hui Saint-Jean, compte de nombreuses habitations, dont l'une servant au conseil et pouvant loger une centaine de personnes. En 1728, ils ratifièrent le traité de paix avec les Britanniques conclu à Boston et de ce fait reconnurent la souveraineté britannique sur la Nouvelle-Écosse comme les autres Autochtones de Nouvelle-Angleterre. Mais leur ressentiment envers les Britanniques perdura jusqu'à la capitulation de Québec, en 1763.[réf. nécessaire] Certains villages estivaux sont fortifiés durant le XVIIe siècle. À l'époque, le principal est Médoctec, situé à l'extrémité du réseau de navigation menant aux territoires Passamaquoddys et Pentagouets. Eqpahak, situé l'actuel Fredericton, est mentionné pour la première fois en 1733, et, à la fin du XVIIe siècle, un village s'élève à l'embouchure de la rivière Nerepis. Les îles Harts et Eqpahak, face à Eqpahak, servent à la fois pour la chasse hivernale et comme lieu neutre pour régler les conflits. Médoctec est abandonné en 1767 et sa population se déplace à Eqpahak. Les Wolastoqiyik doivent céder Eqpahak aux Loyalistes en 1794.

### Période loyaliste (1785-1900)
Le traité de Londres signé en novembre 1794 accorda aux Wolastoqiyik le droit de voyager librement entre les États-Unis et le Canada.[réf. nécessaire] Après la perte d'Eqpahaq, les Wolastoqiyik se déplacent à Kingsclear (Pilick), qui devient ensuite la réserve Kingsclear 6. La réserve Tobique 20 est mise sur pied afin d'inciter les Wolastoqiyik à devenir agriculteurs et sédentaires; ils décident toutefois de continuer leur mode de vie semi-nomade et utilisent plusieurs campements le long du fleuve. Ces campements sont situés près de Saint-Jean, à Apohaqui, à Gagetown, à Pokiok, à Upper Woodstock, à Saint-Basile et dans le comté d'Aroostook, au Maine. Le village de Saint-Basile devient une réserve. Au début du XIXe siècle, de nombreuses personnes migrent de Tobique vers Cacouna et L'Isle-Verte, au Québec ; la réserve de Viger est créée pour cette raison en 1827. En 1827, le Gouvernement du Bas-Canada octroie à des Britanniques des concessions de terre pour l'installation de colons britanniques sur l'ensemble du territoire wolastoqey du Bas Saint-Laurent, au Québec. Ces terres furent revendues aux Québécois à la suite du départ des colons britanniques . Vers 1874, le gouvernement du Canada a créé pour les Wolastoqiyik une réserve de quelques hectares sur le territoire de l'actuelle municipalité de Saint-Épiphane, dans la MRC de Rivière-du-Loup. En 1869, il abolit cette réserve pour en céder les terres à des Québécois. En 1876, le Gouvernement créa une nouvelle réserve, à Kataskomiq, dans un environnement non propice à l'habitation, et les Wolastoqiyik ne s'y installèrent pas. En 1891, la réserve de Viger, aujourd'hui Première Nation Wolastoqiyik Wahsipekuk, fut créée: avec un quart d'hectare, elle est la plus petite réserve autochtone au Canada. Les Wolastoqiyik n'y ont jamais vécu en permanence.[réf. nécessaire] La réserve The Brothers 18, consistant en deux îles près de Saint-Jean, est donnée en 1938. Pour compenser la perte de Médoctec, le gouvernement du Nouveau-Brunswick achète la réserve de Woodstock 23 en 1851. Les Wolastoqiyik souffrent de plus en plus de l'acculturation, tandis qu'ils vivent en plus grand nombre dans les villes, où ils vendent de l'artisanat ou travaillent dans les chantiers. La réserve de Devon 30 est donc établie en 1867 près de Fredericton, puis celle de Saint-Mary's 24 est mise sur pied en 1928 afin d'accueillir la population grandissante. Une réserve est établie près du lac Chiputneticook en 1881 puis celle de Canoose plus en aval de la rivière Sainte-Croix. Oromocto 26 est établie en 1895, sur le site d'un campement.
En 1820, la population atteint à nouveau le niveau du premier recensement 1612 et, à part certaines périodes de déclin, elle augmente continuellement par la suite. La population double entre 1910 et 1970, passant de 848 à 1 812 personnes.

### Période contemporaine (à partir de 1900)
Au cours du XXe siècle, les réserves les plus isolées sont peu à peu abandonnées au profit des plus centrales. Un autre mouvement pousse une autre partie de la population à quitter les réserves vers des localités plus dynamiques, où une partie est toutefois assimilée. Plus aucune famille ne vit selon le mode traditionnel au début du siècle. Les Wolastoqiyik de la rivière Sainte-Croix s'en vont dans celles de la vallée du fleuve Saint-Jean. Les communautés d'Apohaqui, Saint-Jean, The Brothers et Pokiok sont aussi abandonnées. De nombreux Wolastoqiyik de la haute vallée du fleuve se déplacent vers le comté d'Aroostook, au Maine, attirés par l'industrie de la pomme de terre. D'autres Wolastoqiyik et Passamaquoddys se déplacent dans la réserve Penobscott d'Old Town, au Maine. De nombreux Wolastoqiyik et Passamaquoddys se déplacent vers les villes industrielles du Connecticut et du Massachusetts. Les Wolastoqiyik du Québec se sont mariés avec des Canadiens français et la plupart sont assimilés de nos jours.
Les Wolastoqiyik faisaient partie de la confédération Wabanaki ou Waban'aki (peuple du soleil levant), regroupant les Penobscot, les Passamaquoddy, les Abénaquis du Maine et les Micmacs. Cette coalition avait été formée entre ces peuples pour contrer l'agression des Iroquois. Ils partageaient une partie de leur territoire avec ces tribus.
On a longtemps cru que les Wolastoqiyik étaient disparus du Québec.[réf. nécessaire] En 1989, le Gouvernement du Canada a reconnu la persistance de cette nation en redonnant le statut d'Autochtone à plus de 500 Wolastoqiyik. Actuellement[Quand ?], il y a deux réserves wolastoqey au Québec, celle de Washipekuk à Cacouna et celle de Kataskomiq. Il y a aujourd'hui uniquement 537 membres de la nation wolastoqey.[réf. nécessaire]

## Mode de vie et activités économiques

### Usages traditionnels
« Anciennement dispersés sur une bande de territoire allant du Nord au Sud du Fleuve Saint-Laurent jusqu’à la Baie de Fundy et entourés à l’Ouest par les Penobscots (région de la Beauce actuelle) et à l’Est par les Micmacs (Gaspésie actuelle), les Wolastoqiyik s’y déplaçaient principalement par voies navigables ». Ils vivaient de la chasse et de la pêche. Les saisons guidaient leurs déplacements : le long du fleuve Saint-Jean en été, en grands rassemblements ;  dans les terres l'hiver, en petits groupes, pour survivre au froid.
Depuis leur reconnaissance par le Gouvernement du Canada, les Wolastoqiyik du Québec se sont dotés d'un secteur Ressources naturelles et Territoire qui a pour objectif de permettre à la communauté de redécouvrir son territoire ancestral et d'encourager sa réappropriation par les jeunes générations auxquelles sont transmis les savoir-faire traditionnels de chasse, pêche et piégeage.

### Économie contemporaine

Logo (2016).

Au début du XXIe siècle, les Wolastoqiyik du Québec se sont lancés dans la pêche commerciale et ont constitué les « Pêcheries Malécites » dont le siège se trouve à Cacouna. Dans un premier temps, en  2000, ils acquièrent du gouvernement fédéral des permis pour la pêche au crabe des neiges et à la crevette nordique. En 2006, ils se développent en obtenant un permis exploratoire pour la pêche à l’oursin vert, puis, en 2012, deux permis compétitifs pour la pêche au poisson de fond et trois permis pour la pêche au buccin. Plus de 50 % des membres des équipages de la flottille sont des autochtones de la Nation.
Le 30 août 2019, un accord de pêche durable a été signé à Cacouna entre le gouvernement fédéral et la Première Nation pour une durée de dix ans, éventuellement renouvelable pour trois mandats de cinq ans. « L’accord de pêche à long terme conclu aujourd’hui établit un équilibre entre les droits et les intérêts des Premières Nations et de l’ensemble de la communauté des pêcheurs du Québec. La Première Nation Wolastoqiyik Wahsipekuk a démontré son engagement à accroître et à diversifier sa participation à la pêche commerciale » a indiqué par communiqué de presse le ministre des Pêches, des Océans et de la Garde côtière canadienne qui s'était déplacé à cette occasion.

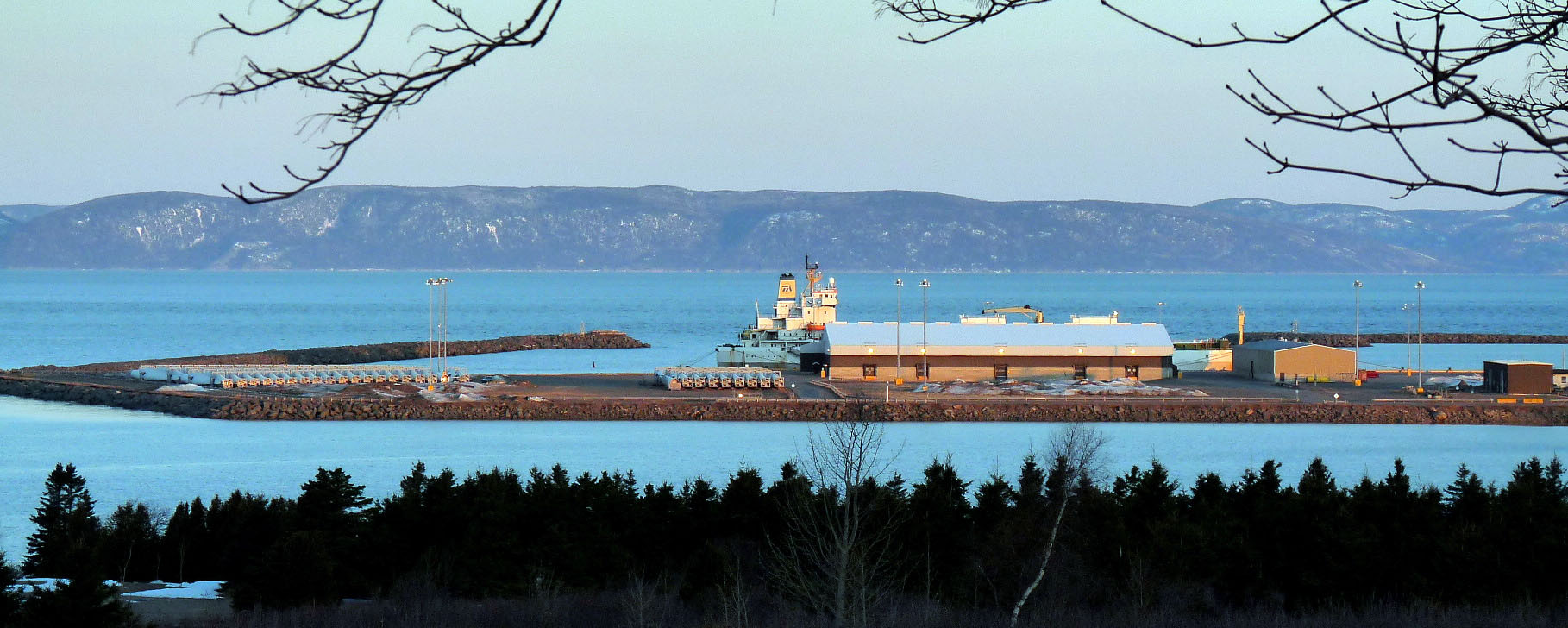
Port de Gros-Cacouna (2009).

La Première Nation a par ailleurs pour ambition de s'impliquer dans le projet de développement du Port de Gros-Cacouna, dont la propriété a été transférée du fédéral au provincial le 30 mars 2020. Ce transfert concerne les quais commerciaux, les bâtiments et aires d'entreposage et les brise-lames. Les Wolastoqiyik souhaitent notamment installer, sur des terrains sous-utilisés du port, un centre d’interprétation dédié à la présence et la culture wolastoqey,.

### Occidentalisation
Il n'y a plus de Wolastoqiyik de souche, à la suite du grand nombre de mariages interethniques ayant eu lieu depuis le XVIIe siècle.
Malgré cette occidentalisation, une bonne partie du folklore et de la mythologie est toujours connue de la population.

## Culture

### Mythologie et religion
Koluscap est le héros mythique des Passamaquoddys et des Wolastoqiyik, responsable de plusieurs phénomènes naturels et de la forme actuelle des animaux. Les personnages mythologiques représentent les qualités humaines : Malsum, le frère jumeau de Koluscap, représente le mal ; Tortue est à la fois bouffonne et l'objet de risée ; Lièvre est à la fois farceur et dupe ; tous sont des chamans. D'autres légendes ont rapport à la traitrise de certains Wolastoqiyik lors de raids Mohawks ainsi qu'aux géants cannibales en provenance du grand nord.
Il existe de nombreux autres personnages surnaturels, classés en trois catégories : les agents de contrôle social, les prédécesseurs et les sources de pouvoirs spéciaux. L'apotamkin est représentatif du premier groupe ; un équivalent du Bonhomme Sept Heures ou du Croque-mitaine, il garde des enfants prisonniers de la glace à l'automne ou laissés sur des plages sans surveillance. Kehtaqs est un fantôme, annonçant une catastrophe ; selon la légende, un Wolastoqey de Woodstock est devenu un khetaqs et sa clameur est audible à chaque fois qu'une tempête approche alors que son rire morne peut être entendu à la veille d'un décès. Le wesqotewit est une boule de feu plus fréquente que kehtaqs ; elle peut être une partie d'une personne pouvant se déplacer sur de grandes distances durant le rêve de cette dernière. Les Wolastoqiyik croient au petit peuple ; Kiwolatomuhsis est un nain construisant des amas d'argile et de sable au bord des ruisseaux ; une personne peut voir l'avenir avec les objets qu'ils laissent derrière eux, un petit objet en forme de cercueil annonce la mort par exemple. Des morceaux de corne de wiwilomeq, un escargot de mer géant, qui correspondrait en fait à l'alligator, conférerait une plus grande puissance à l'acquéreur et lui était bénéfique s'il avait le courage de se présenter devant wiwilomeq.
Le sorcier, ou motewolon, est une personne possédant un esprit gardien, le puwhikon ; la corne de wiwilomeq peut notamment servir de puwhikon. Si le puwhikon est blessé, le motewolon l'est aussi ; seule la personne blessant le puwhikon peut guérir le motewolon. Certaines comportements sont tabous, le motewolon ne peut pas tuer le puwhikon, par exemple. Le corps d'un motewolon tué ne pourrit pas ; il peut manger les personnes passant à proximité et après en avoir mangé trois, se transforme en un kiwahq, un géant cannibale avec un cœur de glace. La puissance d'un kiwahq est déterminée par la grosseur de son cœur et les femmes kiwahq sont plus fortes.
La danse est associée à la religion mais certaines avaient lieu lors d'exécutions ou avant une bataille. Les Wolastoqiyik le faisaient au son d'une planche, d'un tambour, d'un flageolet, d'une corne faite d'un bois de chevreuil évidé et d'une flute. Il existe toujours quelques troupes de danse traditionnelle.
Certains objets contiennent du keskamsit, ou mana; ces objets sont trouvés par hasard et sont de forme étrange. Une personne en possède rarement plus d'un et peut aussi attraper malchance de la même façon qu'il trouve un objet contenant du keskamsit, mais sans qu'elle soit présente dans un objet; le meurtre inutile d'un animal peut aussi apporter la malchance.
Les sources ne s'entendent pas si un herboriste, ou nutsihpiluwet, est aussi un motewolon. Le nutsihpiluwet peut être un homme ou une femme, et chaque communauté en compte deux ou trois. Ces connaissances sont en fait peu répandues, la croyance voulant que les remèdes perdent de leur efficacité à chaque fois qu'une nouvelle personne les apprend. Un inventaire complet a toutefois été fait et certaines nutsihpiluwet sont toujours en activité.

### Langue
Peu de Wolastoqiyik sont bilingues. Les jeunes ont tendance à être surtout anglophones.

### Sport et jeux
L'altestakon est un jeu de hasard toujours utilisé, se jouant avec un bol du même nom, des dés et des osselets.
Traditionnellement, des sports semblables au baseball et au soccer (football) étaient pratiqués, en plus de la crosse; le baseball était pratiqué au printemps, lorsque les différentes tribus se réunissaient après la chasse. Le baseball moderne est adopté vers les années 1920 et devient le sport le plus populaire.
D'autres jeux d'adresses et de tir ainsi que la course à pied étaient populaires, particulièrement à la réunion du printemps; ceux-ci ont été supplantés par le tir à la carabine à la fin du XIXe siècle.
La danse de l'échange, accompagnée d'une chanson, avait lieu à l'hiver et consistait à passer des objets d'une personne à l'autre, dans le but de donner un objet sans valeur ou curieux à une personne insouciante.

## Population
- Près de 5 000 Wolastoqiyik vivent au Nouveau-Brunswick, au sein des bandes de Madawaska (première nation), Tobique, Woodstock, Kingsclear, St. Mary et Oromocto 26.

- Plus de 1 000 au sein de la Première Nation Wolastoqiyik Wahsipekuk (au Québec) et

- Environ 1 700 à Houlton (Maine) [6],[7],[17].

| Communautés                             | Total | résidents | non-résidents |
| --------------------------------------- | ----- | --------- | ------------- |
| Madawaska (première nation)             | 350   | 205       | n.d.          |
| Tobique                                 | 1 948 | 1 039     | n.d.          |
| Woodstock                               | n.d.  | 345       | n.d.          |
| Kingsclear                              | n.d.  | 490       | n.d.          |
| St. Mary                                | 1 822 | 864       | n.d.          |
| Oromocto 26                             | n.d.  | 286       | n.d.          |
| Première Nation Wolastoqiyik Wahsipekuk | 1 202 |           | 1 202         |
| Houlton (Maine)                         | 1 700 | n.d.      | n.d.          |
| Total                                   |       |           |               |